# 한진로

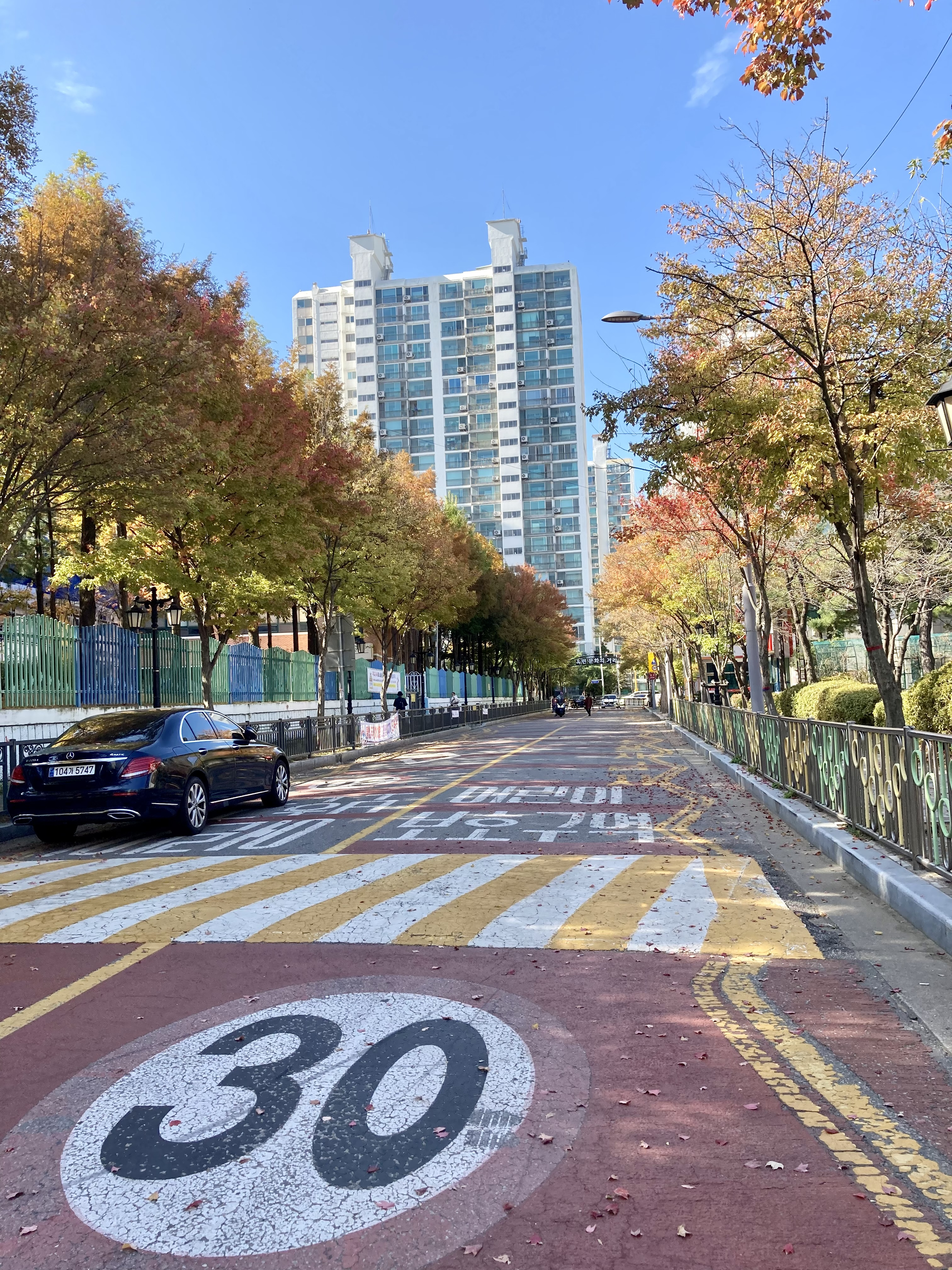
한진로의 가지번호길인 한진로38번길의 가을(옥련2동행정복지센터, 옥련동 우체국 가는길)

한진로는 인천광역시 연수구 옥련동에 있는 도로이다. 옥련동 475-5를 기점으로 옥련동 118-40을 종점으로 하는 820m(0.82km)의 비교적 짧은 도로이다. 은행나무가 고목처럼 자라나 예쁜 도로이다.

## 개요
한진로는 삼국시대 시기 중국과 통교 및 무역을 하던 한진나루터의 명칭을 차용하여 반영된 도로명이다. 한진로에는 능허대초등학교, 옥련로와 교차하는 구간엔 옥련2동주민센터, 가지길에는 옥련동우체국이 있다. 가장 최상단 연결구간에는 비류대로를 만난다. 짧은 도로이지만, 청량로의 가지길과도 교차점이 많이 생기며, 독배로의 가지길과도 교차점이 많다.
가지길에는 한진로25번길, 한진로72번길, 한진로38번길 등이 있다.

## 주요건물
- 옥련2동주민센터(옥련2동행정복지센터)
- 옥련동우체국
- 현대5차아파트
- 현대2차아파
- 서해그랑블더파크아파트

## 사진

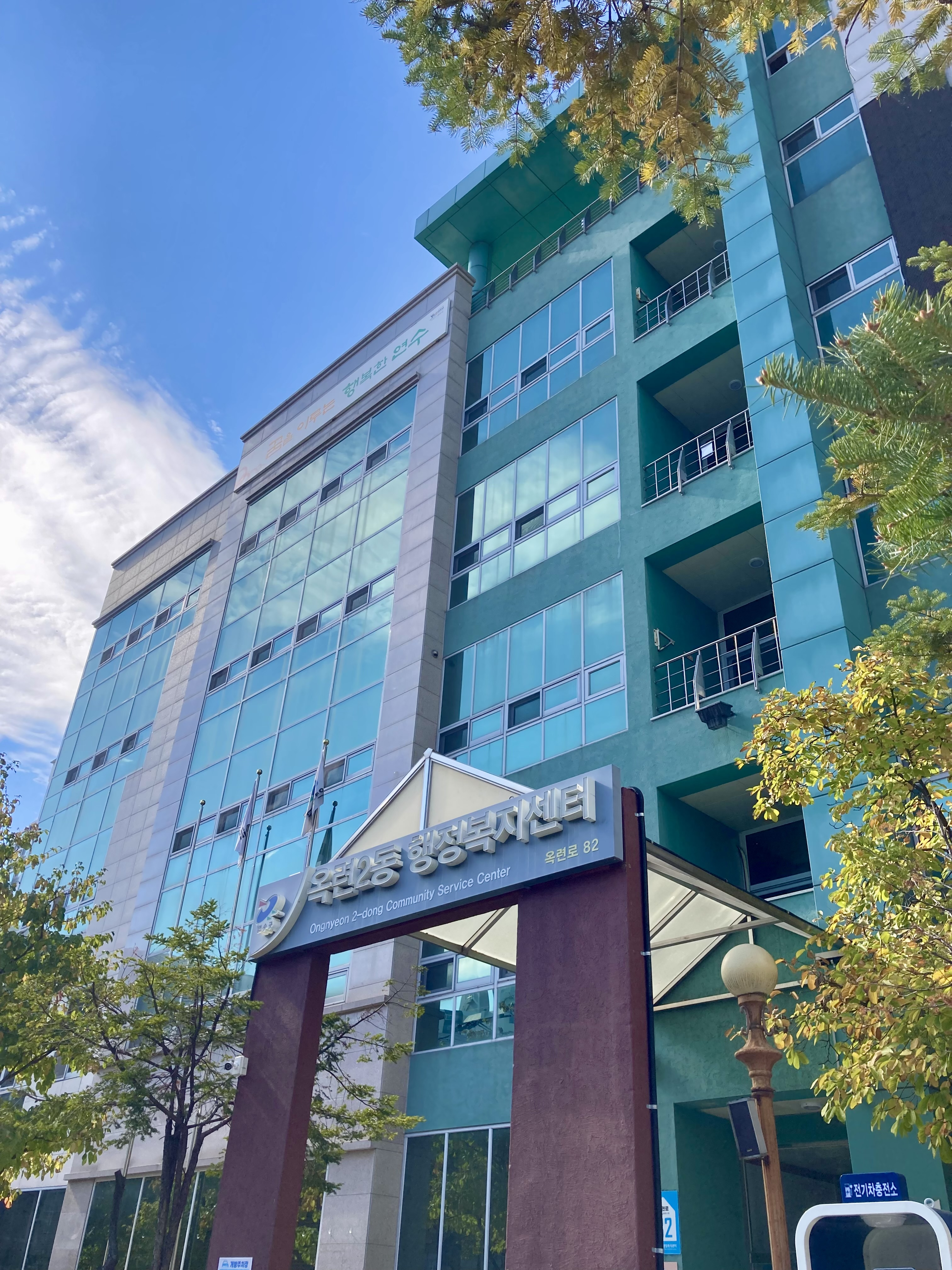
옥련2동행정복지센터
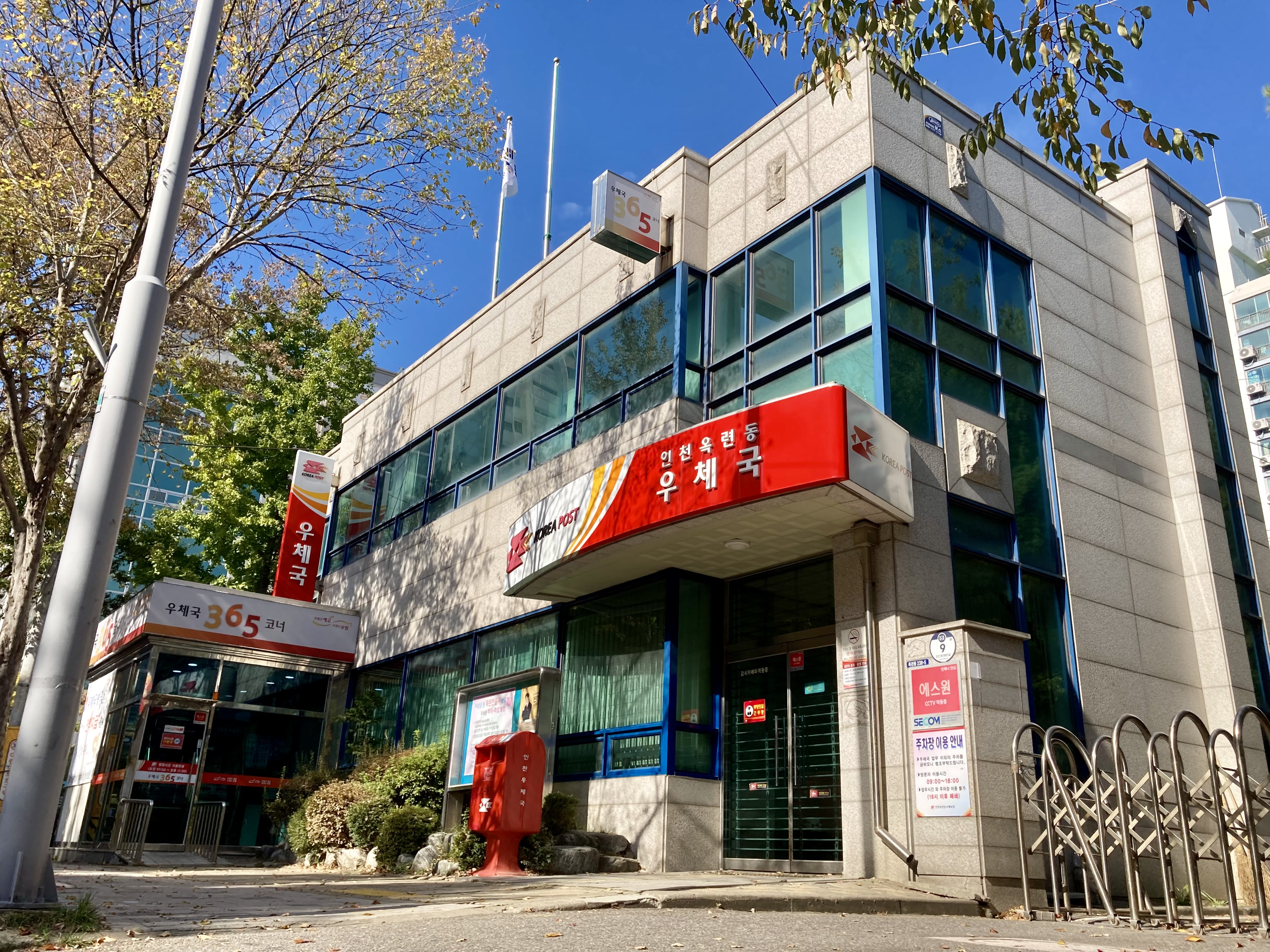
인천옥련동우체국(한진로38번길9)
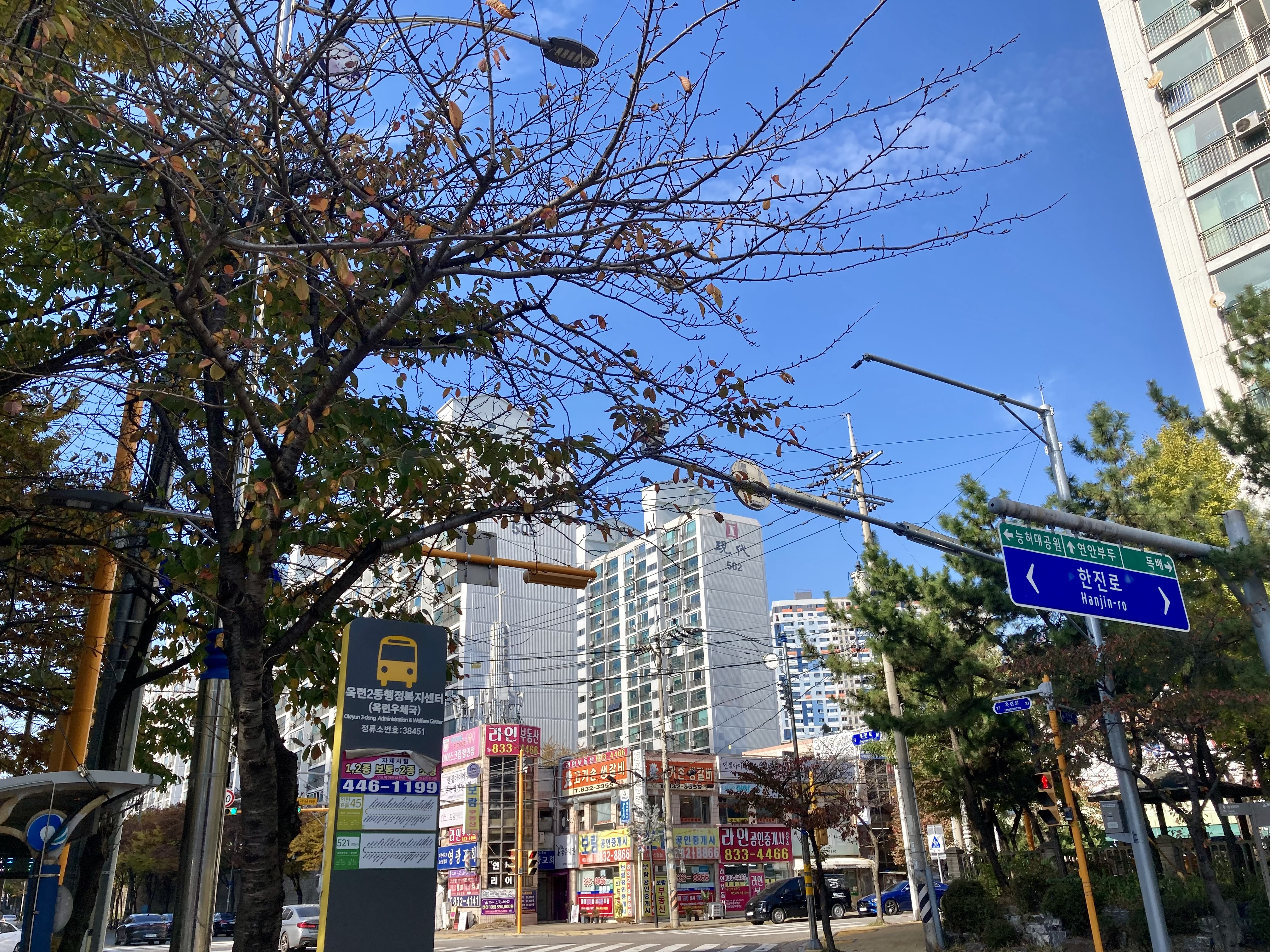
옥련2동행정복지센터 앞

## 연결도로
- 옥련로
- 청량로185번길
- 청량로199번길
- 독배로40번길
- 한나루로
- 비류대로